# Салим, Абубакар
Абубакар Салим (англ. Abubakar Salim; родился 7 января 1993, Уэлин-Гарден-Сити, Хартфордшир, Англия, Великобритания) — британский актёр кенийского происхождения, известный в первую очередь благодаря роли Отца в сериале «Воспитанные волками».

## Биография
Абубакар Салим родился в 1993 году в семье кенийцев, перебравшихся в Великобританию. В 16 лет он начал карьеру актёра, поступив в Национальный молодёжный театр и сыграв первые роли на сцене. Позже Салим получил стипендию, благодаря которой смог продолжить образование. В 2014 году он сыграл небольшую роль в сериале «24 часа: Проживи ещё один день», в 2018 получил первую большую роль — в историческом шоу «Джемстаун».
Салим получил известность благодаря роли Отца в сериале Ридли Скотта «Воспитанные волками» (первый сезон вышел в 2020 году). В 2023 году он сыграл одного из второстепенных персонажей во втором сезоне «Дома Дракона». Салим является основателем и генеральным директором компании Silver Rain Games, занимающейся разработкой видеоигр.
Фильмография
| Год  |   | Русское название               | Оригинальное название | Роль          |
| ---- | - | ------------------------------ | --------------------- | ------------- |
| 2014 | с | 24 часа: Проживи ещё один день | 24: Live Another Day  |               |
| 2018 | с | Джемстаун                      | Jamestown             | Педро         |
| 2020 | с | Воспитанные волками            | Raised by Wolves      | Отец          |
| 2023 | с | Дом Дракона                    | House of the Dragon   | Алин из Халла |